# エチオコランジオン
エチオコランジオン（Etiocholanedione）または5β-アンドロスタンジオン（5β-Androstanedione）、またはエチオコラン-3,17-ジオン（Etiocholane-3,17-dione）は、天然のエチオコラン（5β-アンドロスタン）ステロイドであり、テストステロン、ジヒドロテストステロン、デヒドロエピアンドロステロン（DHEA）、アンドロステンジオンなどのアンドロゲンの内因性代謝物である。アンドロスタンジオンのC5エピマー（5α-アンドロスタンジオン）に相当する。エチオコランジオンは、他の5β還元型ステロイドのようなアンドロゲン活性は無いが、独自の生物学的活性がある。様々なモデルで強力な造血作用があることが判明している。また、動物実験および1993年に行われたヒトを対象とした二重盲検プラセボ対照臨床試験において、体重減少を促進することが確認されている。これらの効果は、DHEAと似ていると言われている。DHEAとは異なり、エチオコランジオンは更に代謝されてアンドロゲンやエストロゲンのようなステロイドホルモンになる事はない。

## 参考資料
1. 1 2  “Human Metabolome Database: Showing metabocard for Etiocholanedione (HMDB0003769)”. hmdb.ca. 2018年7月13日閲覧。
2. 1 2  “Immunological properties of dehydroepiandrosterone, its conjugates, and metabolites”. Ann. N. Y. Acad. Sci. 876:  91–101. (June 1999). doi:10.1111/j.1749-6632.1999.tb07627.x. PMID 10415598.
3. 1 2  Douglas McKeag; James L. Moeller (2007). ACSM's Primary Care Sports Medicine. Lippincott Williams & Wilkins. pp. 616–. ISBN 978-0-7817-7028-6
4. ↑  James M. Rippe (15 March 2013). Lifestyle Medicine, Second Edition. CRC Press. pp. 559–. ISBN 978-1-4398-4544-8
5. 1 2  “Dehydroepiandrosterone and body fat”. Obes. Res. 3 Suppl 4:  613S–616S. (November 1995). doi:10.1002/j.1550-8528.1995.tb00234.x. PMID 8697065.